# Banská Bystrica (stacja kolejowa)
Banská Bystrica – stacja kolejowa w Bańskiej Bystrzycy, w kraju bańskobystrzyckim, na Słowacji. Stacja posiada 3 perony.
| Banská Bystrica                                                    |  |                             |
| Linia Linia kolejowa 172 Banská Bystrica – Červená Skala (0,00 km) |  |                             |
|                                                                    |  | Šalková odległość: 4,604 km |

| Banská Bystrica                                      |  |                                  |
| Linia Linia kolejowa 170 Zvolen – Vrútky (21,371 km) |  |                                  |
| Banská Bystrica mestoodległość: 1,319 km             |  | Kostiviarska odległość: 7,567 km |